# Gedächtnisschwund (Comic)
Gedächtnisschwund (frz. L’ Amnésie des Dalton) ist ein Lucky-Luke-Comic von 1991, der von Morris gezeichnet und Xavier Fauche und Jean Léturgie geschrieben wurde.

## Handlung
Die Daltons versuchen eine Entlassung aus dem Gefängnis zu erreichen, indem sie vorgeben, einem Gedächtnisschwund erlegen zu sein. Lucky Luke, bevollmächtigt durch die Regierung, führt mit der Bande Überfälle durch, um deren Erinnerungen wieder zu aktivieren. Da sich die Truppe auf Grund der Art der Ausführung der Taten aber verrät, landet sie abermals im Gefängnis.

## Veröffentlichung
Die Geschichte wurde 1991 zunächst in Pif Gadget und später als Album bei Lucky Productions gedruckt. In Deutschland erschien das Album bei Ehapa als 63. Band der Reihe.